# Alisa Camplin
Alisa Peta Camplin-Warner (Melbourne, 10 de noviembre de 1974) es una deportista australiana que compitió en esquí acrobático, especialista en la prueba de salto aéreo.
Participó en dos Juegos Olímpicos de Invierno, obteniendo en total dos medallas, oro en Salt Lake City 2002 y bronce en Turín 2006, ambas en la prueba de salto aéreo.
Ganó una medalla de oro en el Campeonato Mundial de Esquí Acrobático de 2003.
En 2000 fue condecorada con la Medalla Deportiva Australiana, en 2007 con la Medalla de la Orden de Australia (OAM), y en 2019 fue nombrada miembro de la Orden de Australia (AM).

## Medallero internacional
| Juegos Olímpicos   | Juegos Olímpicos                | Juegos Olímpicos  | Juegos Olímpicos |
| Año                | Lugar                           | Medalla           | Prueba           |
| ------------------ | ------------------------------- | ----------------- | ---------------- |
| 2002               | Salt Lake City (Estados Unidos) | Medalla de oro    | Salto aéreo      |
| 2006               | Turín (Italia)                  | Medalla de bronce | Salto aéreo      |
| Campeonato Mundial |                                 |                   |                  |
| Año                | Lugar                           | Medalla           | Prueba           |
| 2003               | Deer Valley (Estados Unidos)    | Medalla de oro    | Salto aéreo      |